# Jacques Goddet

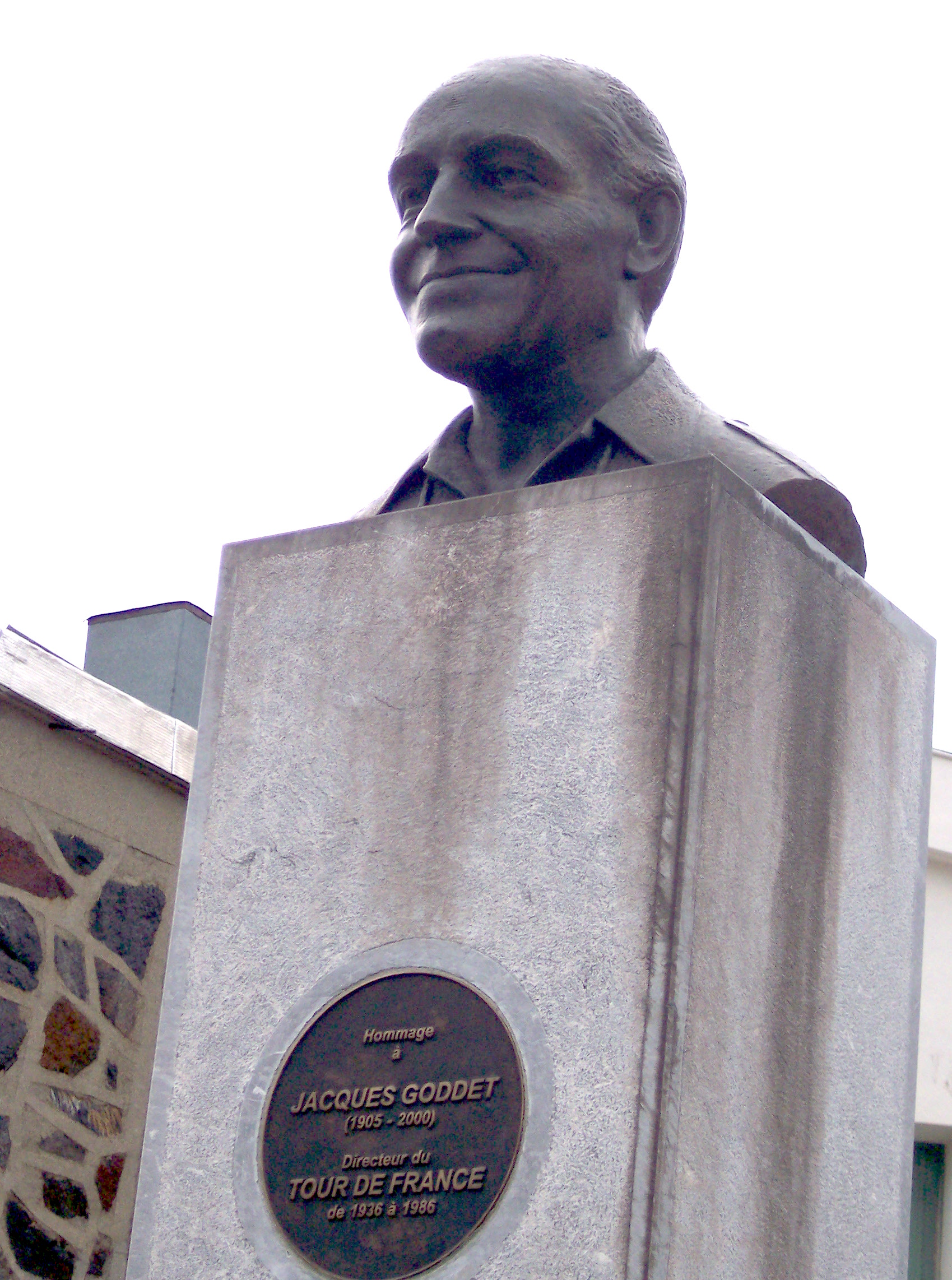
Estàtua en memòria de Jacques Goddet situada al Tourmalet

Jacques Goddet (París, 21 de juny de 1905 - París, 15 de desembre de 2000) era un esportista i periodista francès.
Després d'efectuar els seus estudis a París i Anglaterra, s'orienta cap al periodisme esportiu. El 1931 es converteix en director del diari L'Auto, succeint Henri Desgrange en el càrrec. El 1936 es converteix en director del Tour de França, lloc que ocuparà fins a 1987.
Jacques Goddet era favorable a les innovacions tècniques en les competicions, contràriament al seu predecessor, Henri Desgrange, que desitjava conservar el caràcter més tradicional del Tour de França. És sota la seva direcció que s'introdueix la classificació per punts (recompensada amb la samarreta verda), així com el concepte de pròleg al començament de la carrera.